# Левченко Володимир Максимович
Володимир Максимович Левченко  (нар. 18 лютого 1944, Київ — пом. 8 квітня 2006) — український радянський футболіст, захисник.
Насамперед відомий виступами за «Динамо» (Київ), в якому провів всю ігрову кар'єру, а також національну збірну СРСР.

## Клубна кар'єра
У дорослому футболі дебютував 1962 року виступами за «Динамо» (Київ), кольори якого і захищав протягом усієї своєї кар'єри гравця, що тривала дев'ять років. За цей час тричі виборював титул чемпіона СРСР.
13 травня 1971 року, керуючи автомобілем, потрапив в автокатастрофу в Києві на перетині Богданівського провулка і Повітрофлотського проспекту, у якій отримав серйозні травми і пережив клінічну смерть. Він залишився в живих, але після аварії змушений був завершити ігрову кар'єру у віці 27 років.

## Виступи за збірну
1968 року дебютував в офіційних матчах у складі національної збірної СРСР. Того ж року провів ще дві гри у формі головної команди країни 3 матчі, а також був учасником чемпіонату Європи 1968 року в Італії, але не зіграв жодного матчу.
11 жовтня 1964 року захищав кольори збірної УРСР проти молодіжної команди Німецької Демократичної Республіки. Матч на Центральному стадіоні Києва завершився перемогою господарів — 2:0 (відзначилися Варга і Лобановський). У складі української команди грали: Василь Гургач, Іван Вагнер, Сергій Круликовський, Анатолій Норов, Анатолій Александров, Володимир Левченко, Степан Варга, Анатолій Пузач (Георгій Кржичевський), Іштван Секеч, Валентин Левченко (Євген Корнієнко, Михайло Єрогов), Валерій Лобановський.
Загинув у квітні 2006 року на 63-му році життя, потрапивши під колеса автомобіля.

## Титули і досягнення
- Володар Кубка СРСР (2):

«Динамо» (Київ):  1964, 1966
- Чемпіон СРСР (3):

«Динамо» (Київ):  1966, 1967, 1968